# لورا طالب مولر
لورا كارين طالب مولر (مواليد 9 يناير 1999) هي لاعبة كرة قدم محترف تلعب كمهاجم. ولدت في فرنسا، تلعب لمنتخب الجزائر لكرة القدم للسيدات.

## المسيرة
نشأت لورا كارين طالب مولر في نادي ميتز للسيدات. في يوليو 2022، انضمت إلى نادي لوهافر للسيدات في الدوري الفرنسي لكرة القدم للسيدات.
في سبتمبر 2021، حصلت لورا على أول استدعاء لها لمنتخب الجزائر لكرة القدم للسيدات للمشاركة في معسكر تحضيري لتصفيات كأس الأمم الأفريقية للسيدات 2022. في نوفمبر 2021، بعد استدعائها للمباريات الودية مع منتخب تونس لكرة القدم للسيدات، ظهرت لورا لأول مرة مع الفريق في 25 نوفمبر 2021، بعد أن دخلت كبديلة في الدقيقة 65. في 28 نوفمبر 2021، سجلت هدفها الدولي الأول في فوز 4-2 على تونس.
أجرت مع المنتخب الوطني النسوي لكرة القدم، مساء 27 نوفمبر 2024, حصتين تدريبيتين بالمركز الفني الوطني بسيدي موسى، تحسبا للمقابلة الودية المزدوجة ضد منتخب أوغندا، وذلك في اطار التحضيرات لكأس افريقيا 2024.
فازت مع منتخب الجزائر على جنوب السودان في التصفيات المؤهلة إلى نهائيات كأس إفريقيا للأمم 2026 للسيدات بنتيجة 5-0 في مباراة الذهاب بملعب جوبا في جوبا جنوب السودان حيث سجلت لورا الهدف الأول وبنتيجة 3–0 في مباراة الإياب في ملعب مصطفى تشاكر بالبليدة حيث سجلت لورا طالب مولر الهدف الثاني في الدقيقة 52.

## نتائج المشاركات

### النوادي
آخر تحديث 31 مارس 2024.
| النادي                    | الموسم        | الدوري              | الدوري    | الدوري  | الكأس     | الكأس   | القارية   | القارية | أخرى      | أخرى    | المجموع   | المجموع |
| النادي                    | الموسم        | القسم               | المباريات | الأهداف | المباريات | الأهداف | المباريات | الأهداف | المباريات | الأهداف | المباريات | الأهداف |
| ------------------------- | ------------- | ------------------- | --------- | ------- | --------- | ------- | --------- | ------- | --------- | ------- | --------- | ------- |
| La Roche ESOF             | 2018–19       | Division 2 Féminine | 16        | 6       | 3         | 2       | —         | —       | —         | —       | 19        | 8       |
| La Roche ESOF             | 2019–20       | Division 2 Féminine | 16        | 4       | 1         | 0       | —         | —       | —         | —       | 17        | 4       |
| La Roche ESOF             | 2020–21       | Division 2 Féminine | 3         | 2       | —         | —       | —         | —       | —         | —       | 3         | 2       |
| La Roche ESOF             | 2021–22       | Division 2 Féminine | 20        | 5       | 1         | 0       | —         | —       | —         | —       | 21        | 5       |
| La Roche ESOF             | مجموع         | مجموع               | 55        | 17      | 5         | 2       | —         | —       | —         | —       | 60        | 19      |
| Le Havre AC (womenلو هافر | 2022–23       | Division 1 Féminine | 4         | 0       | 0         | 0       | —         | —       | —         | —       | 4         | 0       |
| Le Havre AC (womenلو هافر | 2023–24       | Division 1 Féminine | 0         | 0       | 0         | 0       | —         | —       | —         | —       | 0         | 0       |
| Le Havre AC (womenلو هافر | مجموع         | مجموع               | 4         | 0       | 0         | 0       | —         | —       | —         | —       | 4         | 0       |
| مجموع المسيرة             | مجموع المسيرة | مجموع المسيرة       | 59        | 17      | 5         | 2       | —         | —       | —         | —       | 64        | 19      |

### دولي
آخر تحديث match played 27 نوفمبر 2024.
| Year  | Algeria   | Algeria |
| Year  | المباريات | الأهداف |
| ----- | --------- | ------- |
| 2021  | 2         | 1       |
| 2022  | 2         | 0       |
| 2024  | 4         | 1       |
| مجموع | 8         | 2       |

آخر تحديث . 27 نوفمبر 2024:  الدرجات والنتائج قائمة برقم الجزائر أولاً ، يشير عمود النتيجة إلى النتيجة بعد كل هدف مولر. "
| رقم | التاريخ        | الملعب                             | المنافس      | النتيجة عند التسجيل | النتيجة | المنافسة                                                     |
| --- | -------------- | ---------------------------------- | ------------ | ------------------- | ------- | ------------------------------------------------------------ |
| 1   | 28 نوفمبر 2021 | الستاد البلدي أريانة، أريانة،تونس  | تونس         | 3–0                 | 4–2     | مباراة ودية                                                  |
| 2   | 27 نوفمبر 2024 | ملعب مصطفى تشاكر، البليدة، الجزائر | أوغندا       | 1–0                 | 2–1     | مباراة ودية                                                  |
| 3   | 19 فبراير 2025 | ملعب جوبا، جوبا، جنوب السودان      | جنوب السودان | 1–0                 | 5–0     | التصفيات المؤهلة إلى نهائيات كأس إفريقيا للأمم 2026 للسيدات ‏ |
| 4   | 25 فبراير 2025 | ملعب مصطفى تشاكر، البليدة، الجزائر | جنوب السودان | 2–0                 | 3–0     | التصفيات المؤهلة إلى نهائيات كأس إفريقيا للأمم 2026 للسيدات ‏ |